# Sivasspor Kulübü
El Sivasspor Kulübü és un club de futbol turc de la ciutat de Sivas.